# Gmina Kłodawa, Greater Poland Voivodeship
Gmina Kłodawa là một gmina đô thị-nông thôn (quận hành chính) ở hạt Koło, Voivodeship Greater Ba Lan, ở phía tây trung tâm Ba Lan. Khu vực hành chính của nó là thị trấn Kłodawa, nằm khoảng 21 kilômét (13 mi) về phía đông của Koło và 138 km (86 mi) về phía đông của thủ phủ khu vực Poznan.
Gmina có diện tích 128,97 kilômét vuông (49,8 dặm vuông Anh), và tính đến năm 2006, tổng dân số của nó là 13.307 người (trong đó dân số của Kłodawa lên tới 6.829, và dân số của vùng nông thôn của gmina là 6.478).

## Làng
Ngoài thị trấn Klodawa, Gmina Klodawa bao gồm làng và các khu định cư như Bierzwienna Dluga, Bierzwienna Dluga-Kolonia, Bierzwienna Krótka, Cząstków, Dąbrówka, Dębina, Dzióbin, Głogowa, Gorki, Janczewy, Kęcerzyn, Kobylata, Korzecznik, Krzykosy, Łążek, Leszcze, Łubno, Luboniek, Okoleniec, Podgajew, Pomarzany Fabryczne, Rgielew, Rycerzew, Rysiny, Rysiny-Kolonia, Słupeczka, Straszków, Tarnówka, Wolka Czepowa và Zbójno.

## Gmina lân cận
Gmina Kłodawa tiếp giáp với các gmina khác như Babiak, Jigów, Grabów, Grzegorzew, Olszówka và Przingecz.